# Shmuley Boteach
Shmuley Boteach (in ebraico שמואל בוטח‎?; Los Angeles, 19 novembre 1966) è un rabbino, scrittore e teologo statunitense, ebreo ortodosso del movimento Chabad Lubavitch, autore prolifico e oratore radio-televisivo, ha provocato accese polemiche per le sue idee innovative e controcorrente, promosse anche con libri come Kosher Sex: A Recipe for Passion and Intimacy (Kosher sex. Il manuale di Adamo ed Eva, Sperling & Kupfer 2002) e Kosher Jesus (Gesù Kosher) (2012).
Consulente spirituale di Michael Jackson nel periodo tra il 2000 e il 2001, candidato politico alla Camera dei rappresentanti degli Stati Uniti nel 2012, la rivista Newsweek l'ha citato tra i 50 rabbini più influenti d'America per tre anni di seguito (sesto nel 2010). Ha fatto parte di movimenti anti-estremismo e interculturali, promuovendo iniziative di pace e fratellanza.

## Opere
DVD
- Kosher Sex, 2010
- The God Debates, Part I: A Spirited Discussion (DVD; dibattito con Christopher Hitchens), 2010

Libri
- Fed-Up Man of Faith: Challenging God in the Face of Suffering & Tragedy (2013)
- The Modern Guide to Judaism (2012)
- Kosher Jesus (2012)
- 10 Conversations You Need to Have with Yourself: A Powerful Plan for Spiritual Growth and Self-Improvement (2011)
- The Blessings of Enough: Rejecting Material Greed, Embracing Spiritual Hunger (2010)
- The Michael Jackson Tapes: A Tragic Icon Reveals His Soul in Intimate Conversation (2009)
  - Il libro che Michael Jackson avrebbe voluto farti leggere (2009)
- The Broken American Male: And How to Fix Him (2008)
- The Kosher Sutra (2009)
- Parenting with Fire: Lighting up the Family With Passion and Inspiration (2006)
- 10 Conversations You Need to Have With Your Children (2006)
- Hating Women: America's Hostile Campaign Against the Fairer Sex (2005)
- Face Your Fear: Living with Courage in an Age of Caution (2004)
- The Private Adam: Becoming a Hero in a Selfish Age (2003)
- Judaism For Everyone: Renewing Your Life Through the Vibrant Lessons of the Jewish Faith (2002)
- Kosher Adultery: Seduce and Sin with your Spouse (2002)
- Why Can't I Fall in Love: A 12-Step Program (2001)
  - Il cuore ha i suoi comandamenti (2002)
- The Psychic and the Rabbi: A Remarkable Correspondence (2001)
- Confessions of a Psychic and a Rabbi (2000)
- Dating Secrets of the Ten Commandments (2000)
- An Intelligent Person's Guide to Judaism (1999)
- Kosher Sex: A Recipe for Passion and Intimacy (1999)
  - Kosher sex. Il manuale di Adamo ed Eva (2002)
- Moses of Oxford: A Jewish Vision of a University and Its Life, Volume One and Two (1994)
- The Wolf Shall Lie with the Lamb—The Messiah in Hasidic Thought (1993)
- Dreams (1991)